# Suchdol (Prag)

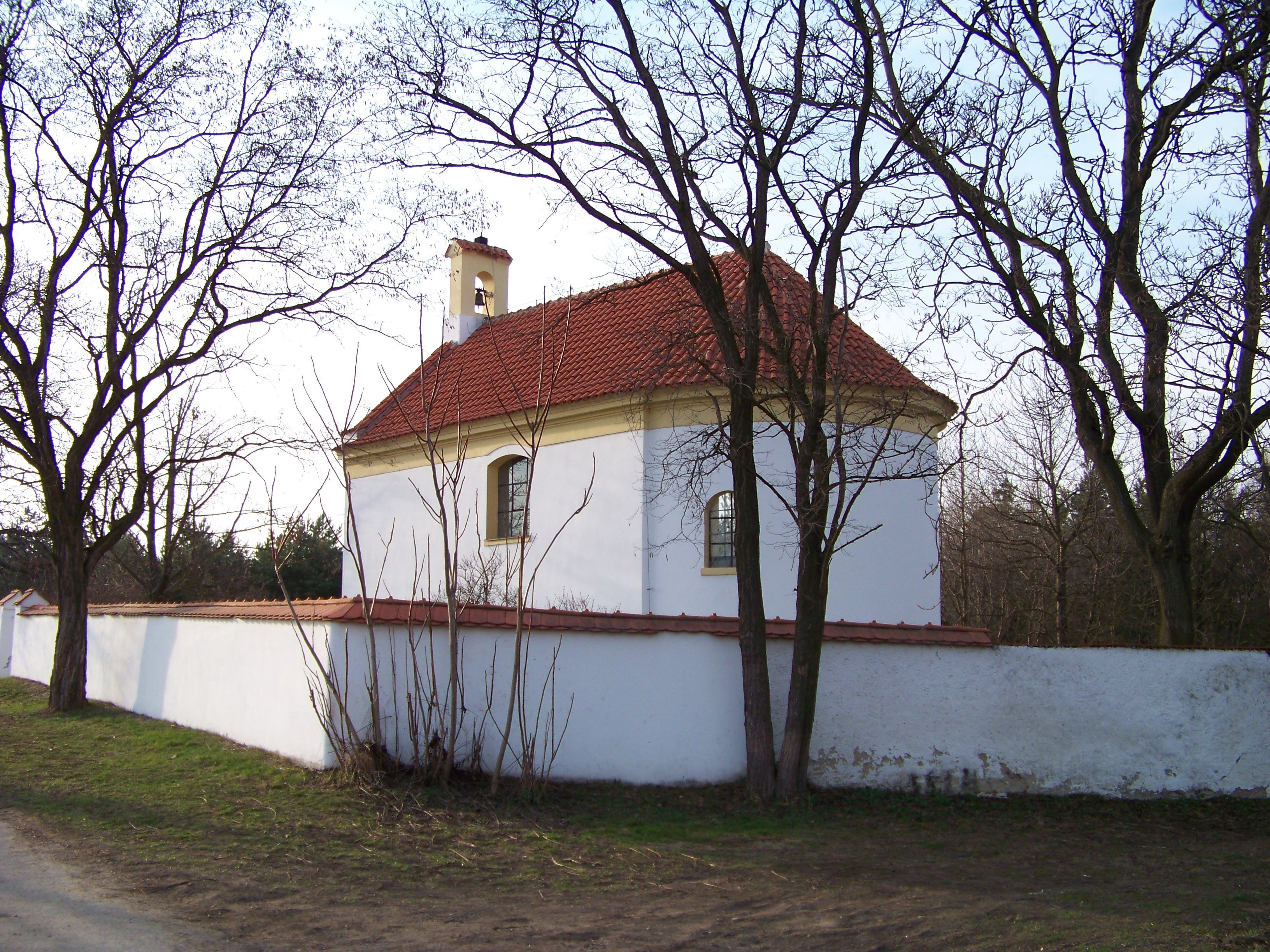
Kapelle des hl. Wenzel

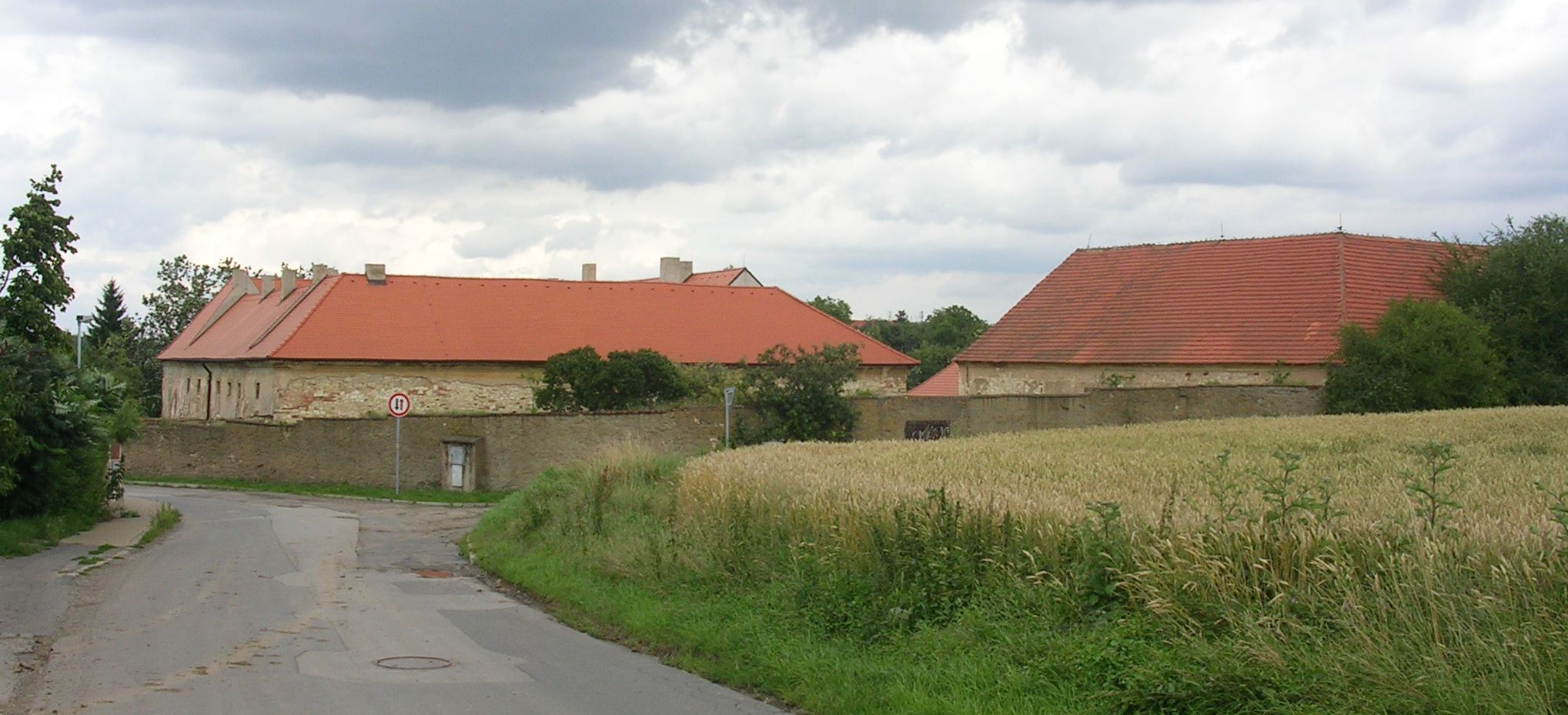
Brandejsův statek

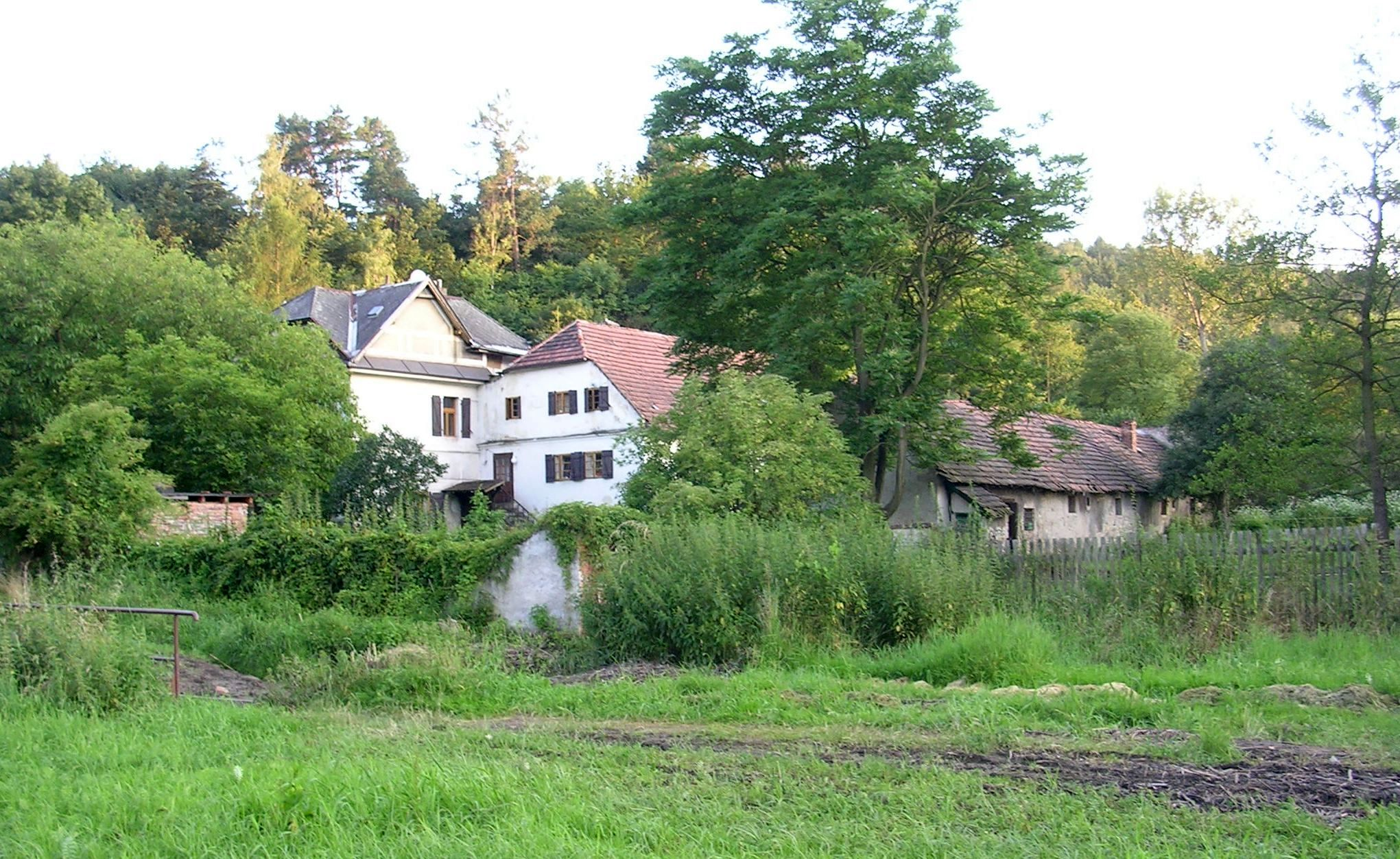
Trojanův mlýn

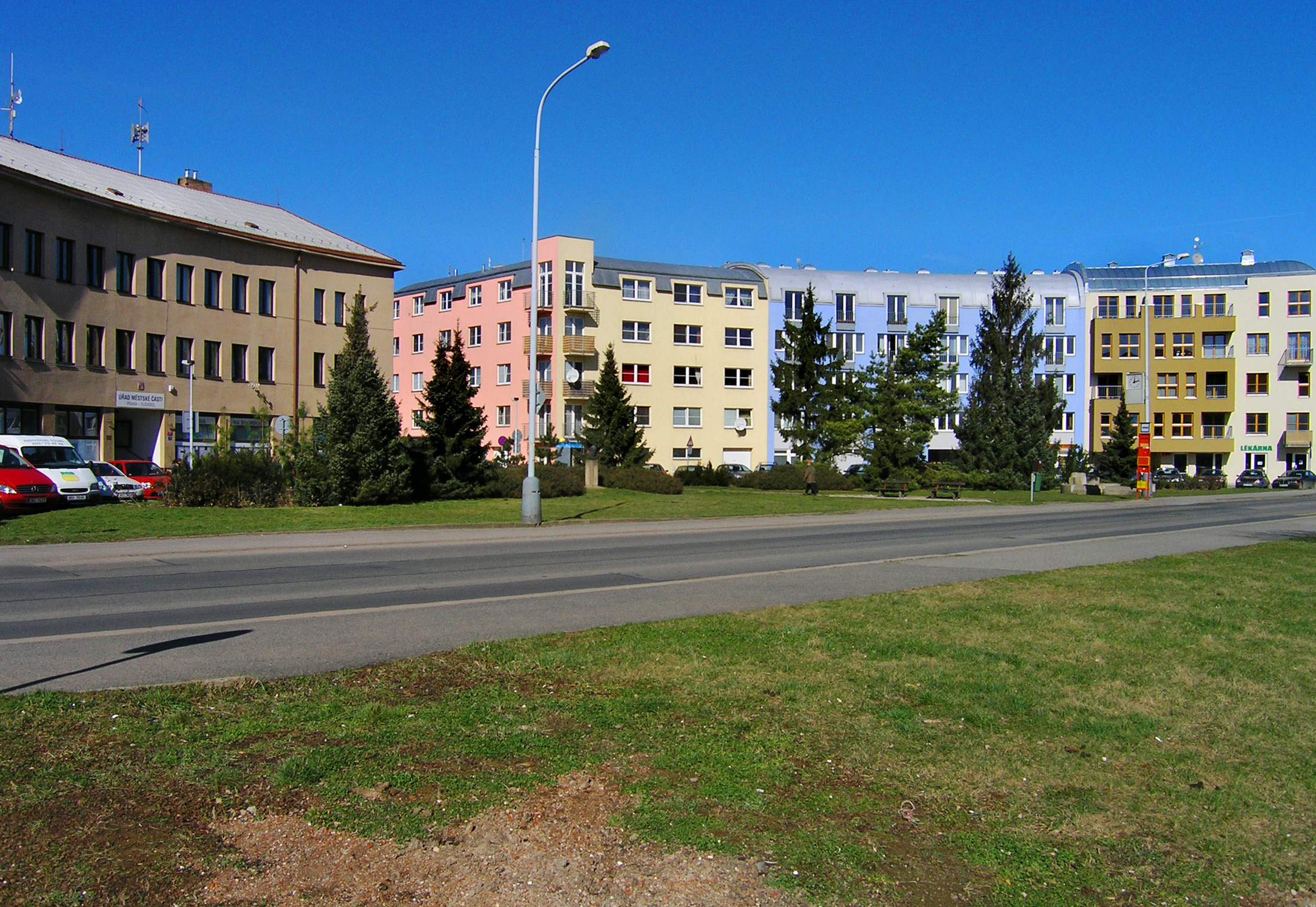
Suchdolské náměstí

Suchdol (deutsch Sukdol) ist ein Ortsteil der tschechischen Hauptstadt Prag. Er liegt acht Kilometer nördlich des Prager Stadtzentrums und gehört zum Stadtteil Praha-Suchdol im 6. Stadtbezirk.

## Geographie
Suchdol befindet sich linksseitig der Moldau auf der Prager Hochfläche (Pražská plošina) über den Tälern der Bäche Lysolajský potok und Únětický potok. Das ursprüngliche Dorf liegt im oberen Tal des Suchdolský potok. Nördlich erheben sich der Holý vrch und der Na Vršcích (297 m), nordöstlich der Klevetník (267 m), im Westen der Na Skále (325 m) sowie nordwestlich die Kozí hřbety ‚Ziegenrücken‘. Gegen Norden erstreckt sich das Naturreservat Tiché údolí-Roztocký háj, südwestlich liegt das Naturdenkmal Housle. Durch Suchdol führt die Staatsstraße II/241 zwischen Statenice und Sedlec. Am Moldauufer verläuft die Bahnstrecke Praha–Děčín, die nächste Bahnstation ist „Praha-Sedlec“.
Nachbarorte sind Trojanův Mlýn, Tůrmův Mlýn, Spálený Mlýn, Řež, Žalov und Roztoky im Norden, Brnky und Dolní Chabry im Nordosten, Zámky, Čimice und Bohnice im Osten, Sedlec, Podhoří und Budovec im Südosten, Podbaba und Lysolaje im Süden, V Houslích, Nebušice und Přední Kopanina im Südwesten, Horoměřice, Ovčín, Na Skále, Třešňovka, U Potůčku und Statenice im Westen sowie Černý Vůl und Únětice im Nordwesten.

## Geschichte
Archäologische Funde belegen eine frühzeitliche Besiedlung der Gegend. Die ältesten Fundstücke sind der altpaläolithischen Geröllgeräte-Industrie zuzuordnen; im Tiché údolí befand sich eine Siedlungsstätte der frühbronzezeitlichen Aunjetitzer Kultur und auf den Kozí hřbety ein Siedlungsplatz der Knovízer Kultur. Außerdem wurde in Suchdol eine keltische Begräbnisstätte aufgefunden.
In der Mitte des 10. Jahrhunderts ließen die Přemysliden im Quellgrund des Baches Suchdolský potok einen Hof anlegen, der zu den Gütern der Burg Levý Hradec gehörte. Die erste urkundliche Erwähnung von Suchdol erfolgte 1045 im Zuge des Verkaufs des Hofes an das Prager Benediktinerinnenkloster St. Georg. Zu Beginn des 15. Jahrhunderts lebten in dem Dorf etwas mehr als 100 Menschen. 1421 eigneten sich die Prager Hussiten die klösterlichen Güter an. Danach wechselten die Besitzer des Gutes häufig; zu ihnen gehörten u. a. die Familien Sluzský von Chlum und Budovec von Budov. Während der Belagerung von Prag wurde das Gut durch schwedische Truppen geplündert und das Dorf niedergebrannt. Auf dem Feld Na rybářce kam es dabei zu einem Gefecht zwischen kaiserlichen Reitern und den Schweden. Am 11. August 1679 verkaufte Johann Kaspar Proy von Geißelberg und Findelstein das Gut Suchdol an das Prager Benediktinerstift Emaus. Während der Pestepidemie von 1680 wurde außerhalb des Dorfes ein Pestfriedhof angelegt, auf dem 1704 ein Glockenturm errichtet wurde. Im Jahre 1755 entstand auf dem alten Pestfriedhof die Kapelle des hl. Wenzel. Um die Kapelle ließ das Emaus-Stift 1807 einen Friedhof als Begräbnisstätte der Ordensgeistlichen anlegen. Der Meierhof brannte am 8. Juni 1822 nieder und wurde danach wieder aufgebaut. Das Armeninstitut wurde 1832 gegründet.
Im Jahre 1843 umfasste das Gut eine Nutzfläche 591 Joch 1085 Quadratklafter, von denen 440 Joch 212 Quadratklafter der Obrigkeit gehörten. Den einzigen Meierhof in Sukdol bewirtschaftete die Obrigkeit selbst. Dem Gut war ausschließlich das gleichnamige Dorf Sukdol / Suchdol untertänig. Dieses lag östlich der Welwarner Straße und bestand aus 45 Häusern mit 316 tschechischsprachigen Einwohnern, darunter einer Israelitenfamilie. Im Ort gab es ein obrigkeitliches Schloss, einen dominikalen Meierhof mit Schäferei und ein dominikales Bräuhaus. Abseits lagen ein Einkehrhaus (Na Chumberku)an der Welwarner Straße, drei  Mühlen im Tal des Aunjetitzer Baches – die zweigängige Obere Mühle (Trojánův mlýn), die zweigängige Mittlere Mühle (Tůmův mlýn) und die eingängige Neue bzw. Abgebrannte Mühle (Spálený mlýn) – sowie die Kapelle des hl. Wenzel. Gewerbetreibende waren außer dem Schankwirt und den drei Müllern noch fünf Maurer, zwei Fleischhauer, zwei jüdische Krämer und Hausierer, ein Schmied und ein Zimmermann. Pfarrort war Aunětitz. Bis zur Mitte des 19. Jahrhunderts war Sukdol ein landtäfliges Gut.
Nach der Aufhebung der Patrimonialherrschaften bildete Suchdol ab 1850 eine Gemeinde im Bezirk und Gerichtsbezirk Smíchov. Mit der Ziegelei F. Herget entstand zum Ende des 19. Jahrhunderts der erste industrielle Betrieb in Suchdol. Unter dem Gutspächter und Mäzen Alexander Brandeis wurde Suchdol zu einem Treffpunkt von Künstlern. Zu Beginn des 20. Jahrhunderts wurde eine eigene Dorfschule eingerichtet. Das Dorf wurde zu dieser Zeit als Sukdol bezeichnet, seit 1924 führt es den amtlichen Namen Suchdol. 1927 wurde die Gemeinde dem Bezirk Praha-venkov und dem Gerichtsbezirk Praha-západ zugeordnet. Ab 1929 gehörte Suchdol zum Gerichtsbezirk Praha-sever. 1942 wurde Suchdol Teil des neu gebildeten Bezirkes Praha-venkov-sever. Nach dem Ende des Zweiten Weltkrieges wurde Suchdol Teil des Gerichtsbezirkes Praha-západ. Seit 1949 gehört die Gemeinde zum Okres Praha-západ. 1952 wurde die Tschechische Agraruniversität Prag mit Sitz in Suchdol gegründet, der Campus entstand 1966. Am 1. Jänner 1968 wurde Suchdol nach Prag eingemeindet und Teil des Stadtbezirkes Prag 6. Danach begann die Bebauung des Hügels südlich des Dorfes und der Ort entwickelte sich zur Satellitensiedlung von Prag. Am 30. Oktober 1975 stürzte bei Nebel eine mit 120 Personen besetzte jugoslawische DC-9 aus Tivat im Landeanflug auf den Flughafen Prag in die Kleingartenkolonie zwischen Suchdol und Sedlec. Dabei starben 71 Fluggäste und vier Besatzungsmitglieder. Fünf Gartenhäuser brannten nieder, weitere zehn wurden durch die Flugzeugtrümmer zerstört. Im Jahre 1990 wurde im Zuge der Neustrukturierung der Verwaltungsbezirke in Prag aus den Ortsteilen Suchdol und Sedlec der Stadtteil Praha-Suchdol gebildet. Im Jahre 1991 wurden in Suchdol 4328 Einwohner gezählt. Beim Zensus von 2001 lebten in den 1156 Wohnhäusern des Ortsteils 4533 Personen. In den 2000er Jahren wurde die Satellitensiedlung Suchdol weiter ausgebaut. Dabei wurde in Suchdol die erste barrierefreie Grundschule des Landes eröffnet. Zu Beginn des 21. Jahrhunderts entstanden auf der Hochfläche südlich und östlich des alten Dorfes ausgedehnte Wohnsiedlungen. Im Jahre 2001 wurde am Suchdolské náměstí ein neues Ortszentrum mit dem Hotel Wienna als Dominante des Ortes errichtet. Südwestlich davon entstand an der Kamýcká mit dem Brandejsovo náměstí ein zweiter zentraler Platz, an den sich südlich der Hochschulcampus anschließt.
Künftig wird der Prager Schnellstraßenring R 1 durch Suchdol führen.

## Ortsgliederung
Suchdol ist Teil des Stadtteils Praha-Suchdol und bildet einen Katastralbezirk. Der Ortsteil gliedert sich in die sieben Siedlungseinheiten Nad Tichým údolím, Starý Suchdol, Suchdol-střed, Suchdol-Výhledy, Suchdol-západ, Tiché údolí und Vysoká škola zemědělská A.

## Sehenswürdigkeiten
- Barocke Kapelle des hl. Wenzel, sie wurde 1755 an den Glockenturm auf dem Pestfriedhof angebaut. Im Zuge der Josephinischen Reformen wurde die Kapelle 1786 aufgehoben. Im Jahre 1807 wurde sie erneuert, zugleich ließ das Emaus-Stift um die Kapelle einen Friedhof zum Begräbnis der Ordensgeistlichen anlegen. Die Kapelle wurde im Jahre 2005 instand gesetzt.
- Herrenhof Suchdol, nach dem Kunstmäzen Alexander Brandeis, der zwischen 1874 und 1899 Pächter des Gutes war, ist es heute zumeist als Brandejsův statek bekannt. Bis 1930 gehörte das Gut dem Emaus-Stift.
- Glockenturm in Starý Suchdol, erbaut 1846
- Denkmal für Mikoláš Aleš am Suchdolské nám., errichtet 1952
- Naturreservat Údolí Únětického potoka nördlich von Suchdol mit
  - Felssporn Holý vrch mit Aussichtspunkt Alšova vyhlídka
  - Felskamm Kozí hřbety
  - Tal Tiché údolí des Únětický potok bis zum Moldautal, mit den im 18. Jahrhundert erbauten Mühlen Trojanův mlýn und Spálený mlýn
- Ehemaliges Einkehrhaus „Na Chumberku“, benannt nach dem Preußischen General Humbert während des Deutschen Krieges

## Persönlichkeiten

### Söhne und Töchter des Ortes
- Daniela Hlaváčová (* 1945), Schauspielerin

### In Suchdol lebten und wirkten
- Alexander Brandeis (1848–1901), Gutspächter und Mäzen
- Josef Václav Myslbek (1848–1922), als Gast von Alexander Brandeis diente ihm dessen Hengst Ardo als Modell für seinen Reiterstatue des Heiligen Wenzel auf dem Wenzelsplatz in Prag
- Mikoláš Aleš (1852–1913), der Maler entwarf zwischen 1877 und 1879 als Gast von Alexander Brandeis in Suchdol die Lünetten für das Nationaltheater